# Zeche Consolidation

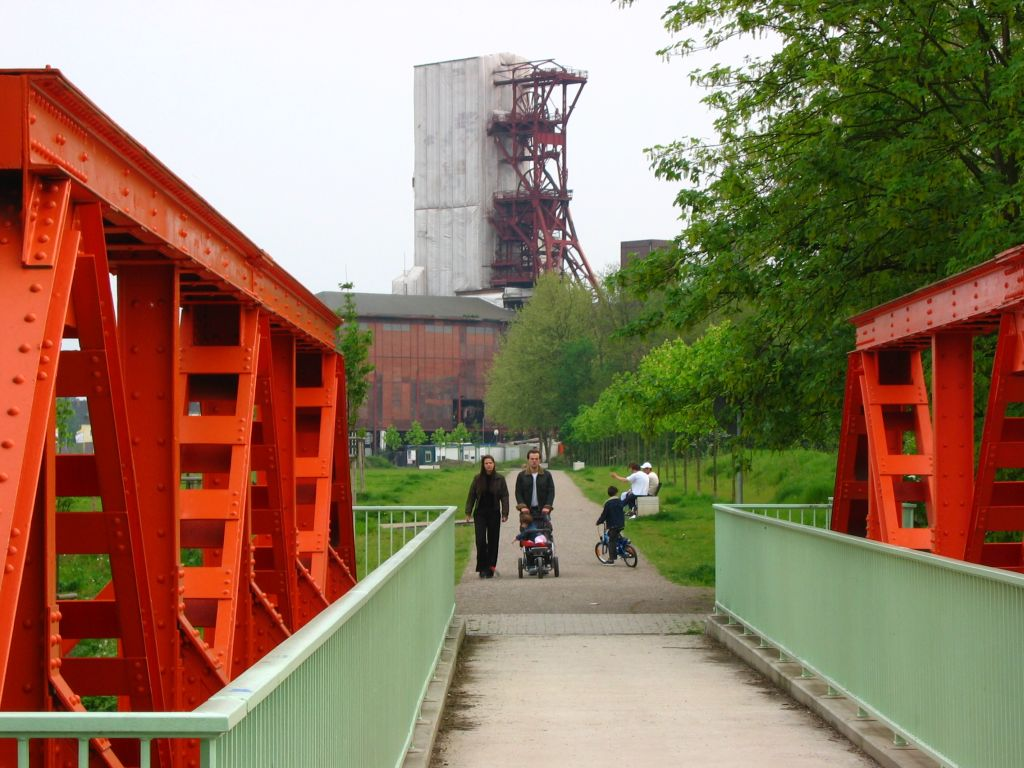
Zentraler Förderschacht 9, Umbau der Schachtanlage nach der Stilllegung zum Consolpark und die als Rad-/Fußweg umgebaute Bahntrasse zum Rhein-Herne-Kanal

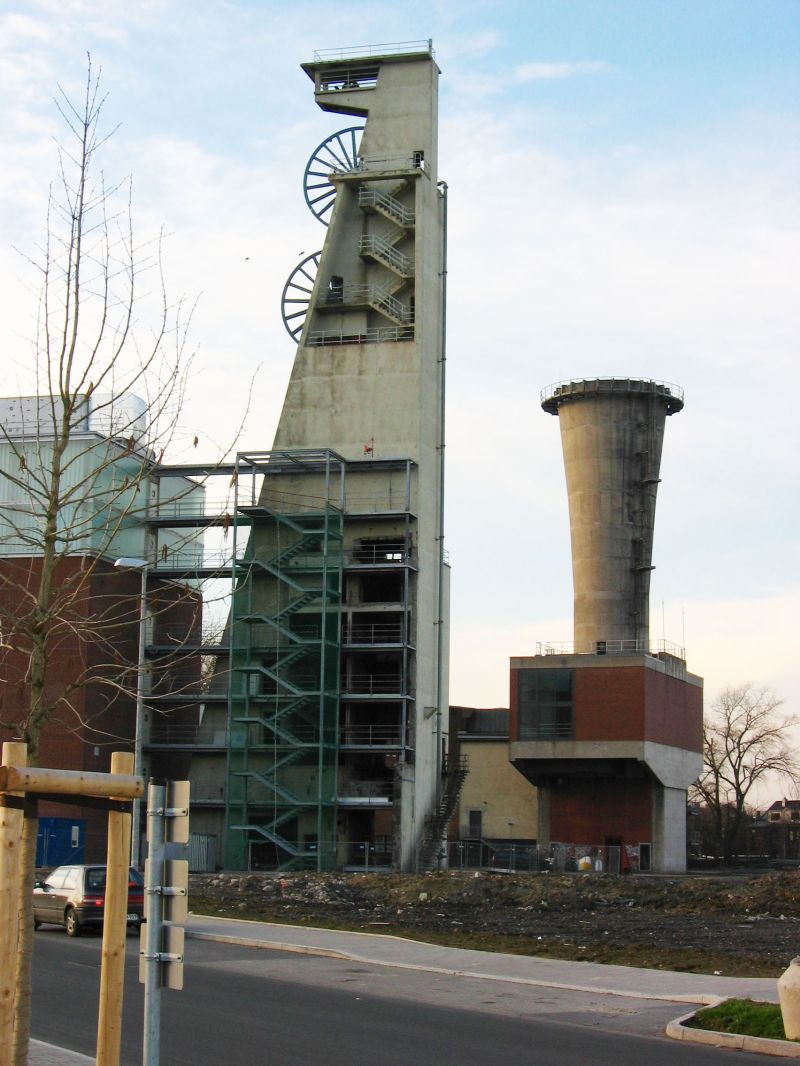
Betonfördergerüst über Schacht 4

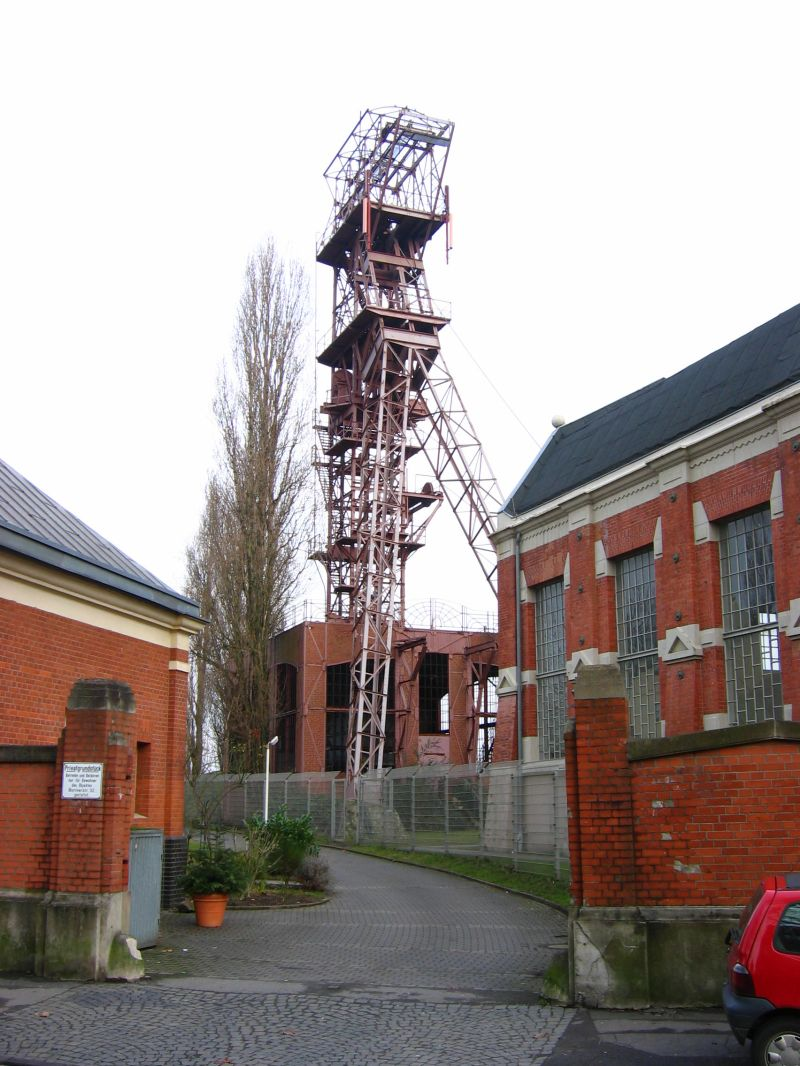
Schachtanlage Oberschuir in Gelsenkirchen-Feldmark

Die Zeche Consolidation oder verkürzt „Consol“ war ein Steinkohlen-Bergwerk in Gelsenkirchen. Heute stehen die Anlagen unter Denkmalschutz bzw. werden gewerblich oder kulturell genutzt.

## Geschichte

### 1848–1890
Ab 1848 wurden in der Schalker Mark mehrere Mutungsbohrungen durchgeführt, die in dem Gebiet um Schalke und die umliegenden Bauerschaften herum reichhaltige Steinkohlevorkommen vermuten ließen. 1854 wurde ein Kohlenflöz in 170 m Tiefe erreicht.
Friedrich Grillo veranlasste 1861 den Zusammenschluss verschiedener Gewerken zur „Gewerkschaft des Steinkohlenbergwerks Consolidation“ (Consolidation = Zusammenschluss von Grubenfeldern und deren Anteilen).
1863 wurde am Schalker Markt an der heutigen Gewerkenstraße mit dem Abteufen des Schachtes Gertrud begonnen. 1865 konnte die Förderung aufgenommen werden. Der Schacht erhielt zunächst einen Malakowturm als Fördereinrichtung. Die in die Zeche gesetzten Erwartungen erfüllten sich, förderte sie doch hochwertige Fettkohle und Gaskohle, die in den anderen Unternehmungen Friedrich Grillos umfangreich abgesetzt werden konnte.
Hieraus folgte, dass nach dem Deutsch-Französischen Krieg von 1870/71 die Zeche weiter expandierte, auch wenn die gesamte Kohlekonjunktur zeitweise rückläufig war. 1869 bis 1871 wurde 700 Meter östlich von Schacht 1 der Schacht Wilhelmine angesetzt (später Schacht 2), der als eigenständige Förderanlage fungierte. 1871 folgte noch weiter östlich Schacht Minna (Schacht 3), der 1873 in Förderung ging. Es folgte noch von 1874 bis 1875 das Abteufen eines reinen Wetterschachtes im südlichen Feldesbereich. Dieser wurde lediglich mit Schacht 4 (später: Schacht 5) bezeichnet. Von 1872 bis 1876 war die Zeche Consol, wie sie nun im Volksmund genannt wurde, die größte im Ruhrgebiet. 1873 betrug die Förderung 366000 Tonnen bei einer Belegschaft von 2060 Beschäftigten. Der Ausbau der Schachtanlage führte zu einem rasanten Bevölkerungsanstieg. Für die Bergarbeiterfamilien wurde unter anderem die Zechenkolonie Sophienau als sogenannte „Hauptkolonie“ mit 393 Wohnungen in 71 Häusern (vor allem Vierfamilienhäuser und Achtfamilienhäuser) mit Gärten errichtet.
1878 wurde die Betreibergesellschaft der Zeche Unser Fritz durch die Gewerkschaft Consolidation übernommen. Die Zeche wurde aber als selbständige Förderanlage weiterbetrieben. 1883 wurde auf Schacht Gertrud die erste Kokerei in Betrieb genommen. 1885 erreichte die Kohlenförderung bereits 700.000 Tonnen jährlich bei 2.300 Mitarbeitern. 1886 ereignete sich eine schwere Kohlenstaubexplosion, die 56 Todesopfer forderte.

### 1890–1923
1890 wurde auf Schacht Minna eine weitere Kokerei in Betrieb genommen.
1893 bis 1895 wurde neben Schacht Minna der Schacht „Fritz“ niedergebracht. Zur Vereinfachung wurden fortan die Schächte mit Nummern versehen, wobei Schacht Fritz als Förderschacht künftig mit Schacht 4 benannt wurde, und der ältere Wetterschacht mit Consolidation Schacht 5.
In den Folgejahren wurden nun die beiden ältesten Schachtanlagen weiter ausgebaut. Schacht 1, 2 und 3 erhielten jeweils ein eingezogenes Fördergerüst auf den Malakowturm aufgesetzt. Anschließend wurde von 1896 bis 1899 neben Schacht 1 der Schacht 6 und von 1902 bis 1906 neben Schacht 2 der Schacht 7 niedergebracht. Diese Schächte wurden jeweils Hauptförderschacht für die jeweilige Schachtanlage.
Zur Verbesserung der Wetterführung (hohe Schlagwettergefährdung in den Grubenbauen) wurde schließlich von 1906 bis 1908 in der Feldmark der Schacht 8 abgeteuft. Dieser wurde auch „Schacht Oberschuir“ genannt.

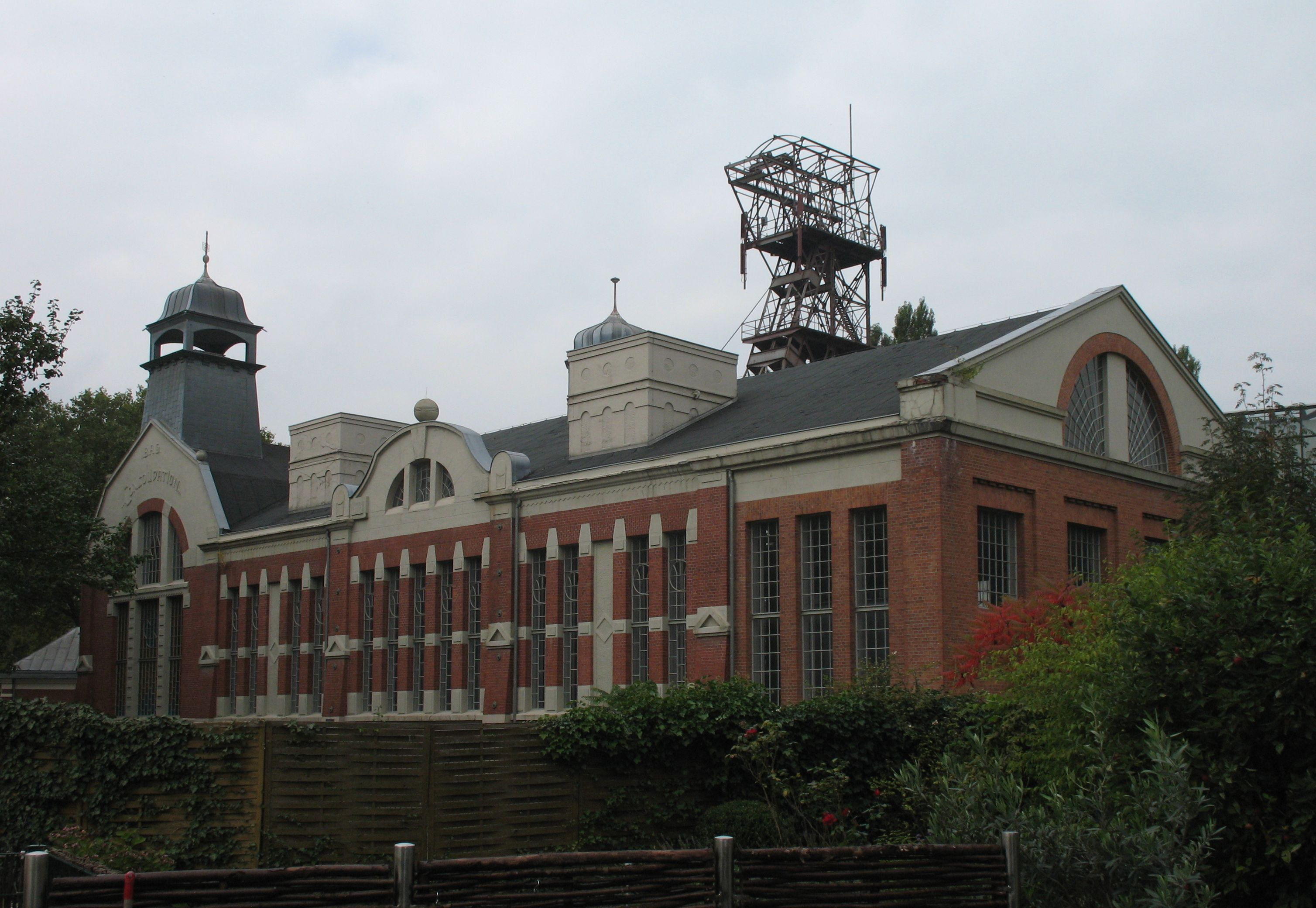
Maschinenhalle des Schachtes Oberschuir

1913 erreichte die Kohlenförderung aller Consolidation-Schachtanlagen den Wert von 1,95 Millionen Tonnen pro Jahr. Die Kokereien erzeugten 600.000 Tonnen Koks.
1915 wurde auf Schacht 3/4 mit dem Abteufen eines neuen Zentralförderschachtes 9 begonnen. Die Abteufarbeiten mussten allerdings 1917 wegen des Ersten Weltkriegs unterbrochen werden. Erst nach dem Krieg konnten die Abteufarbeiten fortgesetzt werden – der Schacht 9 ging 1922 in Betrieb und wurde mit einem großdimensionierten Doppelstrebengerüst ausgestattet. Es ist eines der letzten filigranen Schachtgerüste, da sich in folgenden Jahren Gerüste aus Vollwandprofilen durchsetzten.

### 1923–1968
1923 erwarb die Mannesmannröhren-Werke AG die Kuxenmehrheit der Gewerkschaft Consolidation. Die Schachtanlage 3/4/9 in Gelsenkirchen-Bismarck wurde zur Zentralanlage ausgebaut. 1928 wurde die Zeche Consolidation in zwei Werksdirektionen aufgeteilt. Die eine Werksdirektion umfasste die Schachtanlagen 1/6, 2/7, 5 und 8. Schacht 1 erhielt ein neues doppelgeschossiges Vollwandstrebengerüst und wurde auf Gefäßförderung umgestellt. 1929 wurde die stillgelegte Zeche Unser Fritz in Wanne-Eickel an die Schachtanlage 3/4/9 angeschlossen. Die Unser-Fritz-Schächte wurden offengehalten und dienten fortan als Außenanlage.
Gleichzeitig wurden beide Kokereien erneuert und als separate Werksdirektion in der Mannesmann-Kokereien AG geführt.
1938 setzte ein Grubenbrand die Schachtanlage 2/7 zeitweise außer Betrieb.
1942 wurde noch ein Grubenfeldteil der ehemaligen Zeche Hibernia an Consolidation 3/4/9 angepachtet. Der Schacht Hibernia 3 wurde als Wetterschacht hinzugenommen.
Gegen Ende des Zweiten Weltkriegs wurden die im Stadtgebiet von Gelsenkirchen gelegenen Schachtanlagen stark in Mitleidenschaft gezogen. 1943 erlitt Schacht 5 so schwere Bombenschäden, dass er abgeworfen und verfüllt werden musste. 1944 wurden Aufbereitung und Kokerei Schacht 1/6 sowie die Kokerei Schacht 3/4/9 stark beschädigt, während die Schachtanlage 3/4/9 unversehrt blieb und die Förderung nach Kriegsende gleich wieder aufgenommen werden konnte.
Erst 1949 konnte die Anlage 1/6 wieder in vollem Umfang die Förderung aufnehmen. 1951 wurde Schacht 2 endgültig aufgegeben. Die Kokereien gingen 1953 wieder vollständig in Betrieb. Zu Beginn der Kohlekrise wurden einige Modernisierungen durchgeführt. 1958 erhielt Schacht 4 einen neuen charakteristischen Betonförderturm mit außenliegenden Seilscheiben. 1959 wurde das Fördergerüst Schacht 6 durch einen neuartigen Stahlkastenbau ersetzt. Die Gesamtförderung betrug 2,6 Millionen Tonnen jährlich bei einer Kokserzeugung von 1,1 Millionen Tonnen. 1963 wurde die Zwillingsdampfmaschine für die südliche Förderung am Schacht 9 in Betrieb genommen; sie bildet somit den zeitlichen Endpunkt für diese Technik.
Im Rahmen der sich verschärfenden Kohlekrise wurde Mitte der 1960er Jahre begonnen, die Förderanlagen zusammenzulegen. Das Hibernia-Feld wurde 1964 abgeworfen. 1967 wurde Consolidation 1/6 nebst Kokerei zugunsten einer Zusammenfassung auf Schacht 3/4/9 fördertechnisch stillgelegt.

### 1968–1993
1968 ging der bergbauliche Besitz der Mannesmann AG an die neu gegründete Ruhrkohle AG über. Diese baute zunächst die Zeche Consolidation zu einem Verbundbergwerk aus.
Ab 1972 wurde der Abbau der bestehenden Flammkohlenvorräte der ehemaligen Zeche Graf Bismarck in Angriff genommen. 1973 wurde der Förderturm Schacht 3 neu gebaut. Dieser wurde mit zwei vollautomatischen Gefäßförderungen ausgestattet. Der 95 Meter hohe Betonförderturm war einer der höchsten Fördertürme Deutschlands.
1976 wurde das Grubenfeld der stillgelegten Zeche Pluto in Herne mit den Schachtanlagen Pluto 2/3/7, Pluto 4 und 5 übernommen. Nach und nach wurden die nicht mehr benötigten Schächte Consolidation 1, Pluto 5, Pluto 4, und Consolidation 8 abgeworfen und verfüllt. 1983 wurde die Kokerei Schacht Consolidation 3/4/9 stillgelegt. Der Abbau verlagerte sich in immer größere Abbautiefen von bis zu 1200 Metern. Die Förderung betrug zeitweise 3,2 Millionen Tonnen pro Jahr mit 5.800 Beschäftigten.
1984 rückte die Zeche durch ein tragisches Grubenunglück (Strebbruch) mit 5 Todesopfern in das Interesse der Öffentlichkeit. 1986 wurden die Nordsternschächte aus dem aufgelösten Verbundbergwerk Nordstern-Zollverein übernommen. Das Verbundbergwerk Consolidation/Nordstern verfügte über 15 Schächte. Die Hauptfördersohlen lagen bei 1040 m (Nordschacht) und 1100 m (Consolidation). Das Verbundbergwerk erzielte 1988 noch eine Förderung von 3,4 Mill. t. Dem folgte eine Reduzierung der Beschäftigten und der Produktion.
Nach Stilllegung der Baufelder Nordstern und Pluto 1990 wurde für 1993 der fördertechnische Zusammenschluss mit der Zeche Hugo beschlossen unter allmählicher Aufgabe des kompletten Förderstandortes Consolidation.

## Stilllegung
1993 wurde die Förderung auf Consolidation 3/4/9 eingestellt. Die Schächte auf „Consolidation“, „Unser Fritz“ und „Pluto“ wurden nach und nach verfüllt. Ende der 1990er Jahre wurden die Schachtanlagen 1/6 und 2/7 vollständig abgebrochen. Der Förderturm Schacht 3 wurde 1996 durch einen Abbaukran abgetragen. Die Förderanlagen Consolidation Schacht 4, 8 und 9 sowie Unser Fritz 1 und Pluto 3 wurden unter Denkmalschutz gestellt. Die im Bismarckfeld verbliebenen Vorräte wurden bis 2000 von der Zeche Hugo aus abgebaut.

## Heutiger Zustand
Die Gelände Schacht 1/6 und 2/7 sind komplett in Gewerbenutzung übergegangen. Die Förderanlagen über Schacht 4 und 9 sind auf dem Gelände 3/4/9 erhalten geblieben. Das Lüftergebäude und das Maschinenhaus Schacht 4 sowie der Förderturm werden kulturell genutzt (Consol-Theater, Musikprobenzentrum C4). Für die Freiflächen auf diesem Gelände bemüht man sich um weitere Ansiedlung von Gewerbebetrieben. Schacht Consolidation 8 ist als annähernd komplette Anlage erhalten. Der Malakowturm über Schacht Unser Fritz 1 blieb als Denkmal erhalten. Das umgebende Gelände der Anlage Schacht 1/4 wurde rekultiviert. Die Anlage Pluto 3/4/7 mit dem Doppelstrebengerüst über dem Schacht 3 wird noch von der DSK genutzt. Dort ist der Bau einer forensischen Haftanstalt erfolgt.
Der Betrieb von Schacht 8 als Wetterschacht endete 1981, die Anlage wurde unter Denkmalschutz gestellt. Nach Sanierung und Erweiterung um einen Glaskubus, entworfen durch die Architekten Pfeiffer und Ellermann, folgte 1996 die Eröffnung als Galerie Architektur und Arbeit Gelsenkirchen GAAG. Seit Oktober 2002 wird die Ausstellungshalle unter dem Namen „stadtbauraum“ vom Europäischen Haus der Stadtkultur im Rahmen der Landesinitiative StadtBauKultur NRW betrieben.
Die Ausstellungen, Debatten und Vorträge sind insbesondere an den interessierten Bürger gerichtet.
Nahe der ehemaligen Zeche liegt die unterirdische Station Bergwerk Consolidation, die von der Linie 301 der Bogestra angefahren wird.

## Kunstinstallation Sammlung Werner Thiel
Seit 2006 wird im nördlichen Maschinenhaus auf zwei Etagen die Kunstinstallation Sammlung Werner Thiels präsentiert. Seit 1980 sammelte der Künstler Werner Thiel (1927–2003) über seine eigenen fotografischen und zeichnerischen Arbeiten hinaus auf zahlreichen zum Abriss bestimmten Ruhrgebietszechen Artefakte und Relikte bergmännischer und industrieller Arbeit. Daraus schuf er vielfach wechselnde, sehr originell Kunstinstallationen im In- und Ausland. Die erste entstand in der Künstlerzeche „Unser Fritz“ in Herne, wo auch sein Atelier war. Die letzte, größte und dann dauerhafte Installation steht in der ehemaligen Halle Nord am Consol-Schacht 9 in seiner Heimatstadt Gelsenkirchen. Nach Werner Thiels Tod 2003 errichtete Helmut Bettenhausen, unterstützt von Lutz Kahnwald, in der Maschinenhalle der ehemaligen Zeche Consolidation Anfang 2004 im Geiste von Werner Thiel eine raumgreifende Installation aus Gegenständen des alltäglichen bergmännischen Gebrauchs, die 2006 eröffnet wurde. Die Kunstinstallation gruppiert sich um das größte Objekt – die Fördermaschine der alten Maschinenhalle. Die alten Gegenstände mit ihrer eigenen Geschichte und ihrer ornamentalen Anordnung machen die Maschinenhalle zu einem ganz besonderen Ort – zu einer Kathedrale der Bergarbeit. Die Sammlung kann jeden Samstag und Sonntag kostenlos besichtigt werden.